# Chrysaora blossevillei
Chrysaora blossevillei är en manetart som beskrevs av René-Primevère Lesson 1830. Chrysaora blossevillei ingår i släktet Chrysaora och familjen Pelagiidae. Inga underarter finns listade i Catalogue of Life.